# SciTE
 (novembre 2020).
Si vous disposez d'ouvrages ou d'articles de référence ou si vous connaissez des sites web de qualité traitant du thème abordé ici, merci de compléter l'article en donnant les références utiles à sa vérifiabilité et en les liant à la section « Notes et références ».
SciTE est un éditeur de texte graphique, gratuit et open source fonctionnant sous les environnements Linux et Windows. SciTE est l'acronyme de Scintilla Text Editor, Scintilla étant une plateforme d'édition de texte qui propose par exemple des outils spécifiques pour corriger du code écrit avec SciTE. Ces deux logiciels sont principalement l'œuvre de leur créateur Neil Hodgson, qui les a placés sous une licence libre peu connue, l'Historical Permission Notice and Disclaimer.
SciTE est un éditeur contextuel, comme XEmacs : pour plusieurs langages de programmation ou types de fichiers, il supporte la coloration syntaxique de la source, l'autocomplétion des mots-clés, la navigation entre les fichiers à l'aide d'onglets, ou encore l'exécution de programmes depuis la ou les sessions d'édition avec aide au débogage. Il convient bien aux langages tels que Perl, C#, Java, Python, HTML, Ruby, etc. Une trentaine de langages sont supportés en standard, l'utilisateur pouvant ajouter le support d'un langage manquant.
Il reconnait également le « mélange de langages », par exemple une source contenant du 
PHP, du HTML et des CSS.
SciTE permet aussi d'exporter les documents en PDF, en RTF ou dans d'autres formats de documents.
Il est configurable, grâce à un ensemble de fichiers .properties, modifiables directement dans SciTE avec effets immédiats et documentés dans l'aide.
SciTE est léger et véloce, tant sous Windows que sous Linux. Il ne propose cependant pas une large palette de raccourcis et commandes intégrées, comme peuvent le faire les éditeurs Emacs ou Vim — mais l'utilisateur peut toutefois configurer de telles options à sa convenance.
Cet éditeur possède aussi quelques propriétés utiles, comme le changement au vol de taille de police (soit par Ctrl-molette de souris, soit par Alt-Ctrl-+ ou -), ou le masquage/démasquage de blocs.

## Logiciels similaires
SciTE est utile au développeur débutant qui désire, pour travailler dans un langage quelconque :
- sous Windows aller au-delà de Notepad++, lui aussi basé sur Scintilla,
- sous Linux aller au-delà par exemple de l'éditeur à colorisation syntaxique Gedit.

Au-delà de SciTE et par ordre croissant de puissance, mais aussi de complexité, existent :
- Geany, qui gère en plus les références de variables
- Code::Blocks pour les langages compilés (C, C++, Fortran, Go, etc.)
- Eclipse, puissant et davantage consommateur de ressources (écrit en Java)